# James West (antiquaire)
Pour les articles homonymes, voir James West et West.
James West (2 mai 1703 - 2 juillet 1772) est un homme politique et un antiquaire britannique, qui est Président de la Royal Society entre 1768 et 1772.

## Biographie
Il est le fils unique de Richard West de Priors Marston, Warwickshire et St. Swithin's, Londres et a fait ses études au Balliol College, Oxford (1719). Il entre ensuite à l'Inner Temple pour étudier le droit et est admis au barreau en 1728 et nommé conseiller en 1761 .
Il est élu membre de la Royal Society en 1727 et est son trésorier de 1736 à 1768. Il est ensuite président de 1768 jusqu'à sa mort en 1772 .
Il est élu député de St Albans aux élections générales de 1741. En 1768, il devient député de Boroughbridge, dans le Yorkshire, poste qu'il occupe jusqu'en 1772. Il sert deux fois comme secrétaire au Trésor et deux fois comme premier secrétaire au Trésor .

## Famille

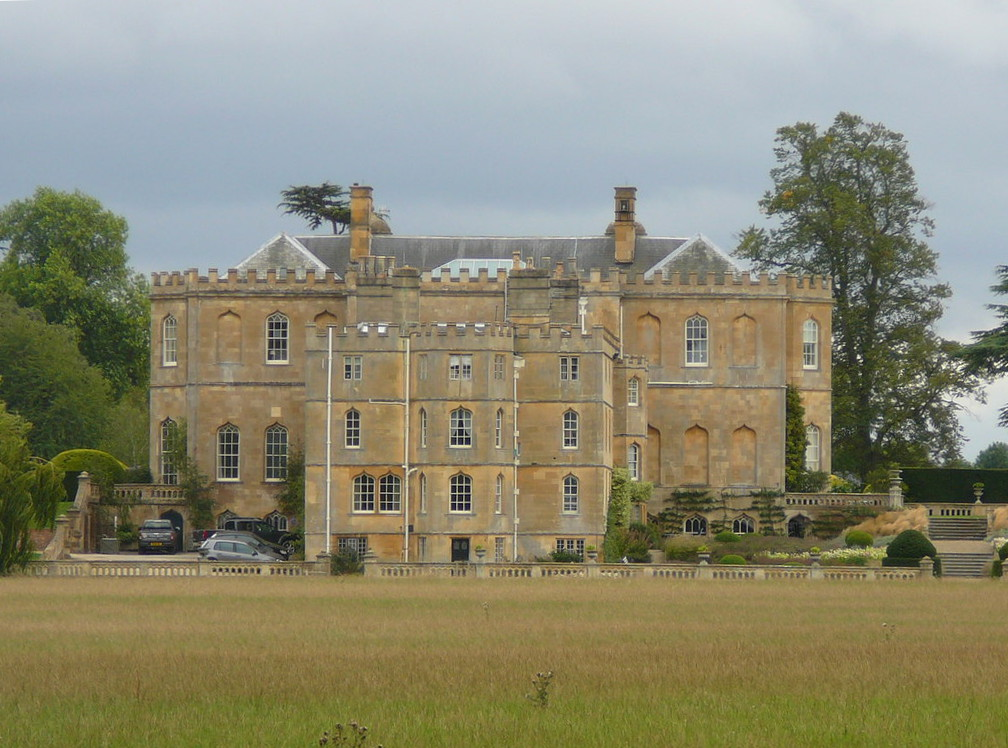
Alscot Park, Preston-on-Stour

Il épouse Sarah, la fille de Sir Thomas Steavens, un riche négociant en bois d'Eltham, dans le Kent. Ils vivent sur la Piazza à Covent Garden et achètent Alscot Park, dans le Gloucestershire mais maintenant dans le Warwickshire, où il pourrait se retirer. Il remplace la vieille maison par la maison actuelle construite dans un style gothique rococo et déménage aux alentours de 1722.
James West, le fils unique de West et Sarah Steavens, meurt en 1795, avant sa mère. Alscot Park passe ainsi au fils de James West, James Robert West, qui est décédé en 1838.